# Rotfüßiges Sonnenhörnchen
Das Rotfüßige oder Rotbeinige Sonnenhörnchen (Heliosciurus rufobrachium) ist eine Hörnchenart aus der Gattung der Sonnenhörnchen (Heliosciurus). Es kommt in West- bis Zentralafrika südlich der Sahara vom Senegal und Gambia im Westen bis in die ostafrikanischen Staaten Uganda, Ruanda, Burundi und Tansania vor.

## Merkmale
Das Rotfüßige Sonnenhörnchen ist ein mittelgroßes Hörnchen der Gattung und erreicht eine durchschnittliche Kopf-Rumpf-Länge von etwa 22,5 bis 27,4 Zentimetern, nach anderer Quelle 20,5 bis 24,9 Zentimetern, der Schwanz ist etwa 24,9 bis 27,4 beziehungsweise 21,0 bis 26,5 Zentimeter lang und das Gewicht liegt bei etwa 290 bis 420 Gramm. Die Hinterfußlänge beträgt etwa 53 bis 60 Millimeter, die Ohrlänge 15 bis 19 Millimeter. Die Tiere haben generell ein dunkelbraunes, gräuliches bis rötliches Fell, das aus Haaren mit drei bis fünf dunkelbraunen und sandfarbenen Abschnitten besteht und bei den verschiedenen Unterarten sehr unterschiedlich sein kann. Der Bauch ist blass braun, weißlich-braun, rötlich oder orange-rot gefärbt. Die Schultern, die Beine und die Innenseiten der Hinterbeine haben einen deutlichen rötlichen bis rostroten Einschlag und können zwischen hell-rostrot bis gräulich braun variieren. Die Beine sind kurz mit breiten Füßen. Der Schwanz ist etwas länger als die Kopf-Rumpf-Länge, er ist dünn und besitzt undeutlich erkennbare gelbliche und braune oder schwarze Ringe. Er wird waagerecht hinter dem Körper oder herabhängend getragen und nicht über dem Rücken eingerollt. Der Kopf ist vergleichsweise klein mit kurzen Ohren, die Augen besitzen einen Ring aus blasseren Haaren.
| 1 | · | 0 | · | 1 | · | 3 | = 20 |

Der Schädel hat eine Gesamtlänge von 50 bis 54 Millimetern. Wie alle Arten der Gattung außer dem Ruwenzori-Sonnenhörnchen (Heliosciurus ruwenzorii)  besitzt die Art im Oberkiefer pro Hälfte einen zu einem Nagezahn ausgebildeten Schneidezahn (Incisivus), dem eine Zahnlücke (Diastema) folgt. Hierauf folgen ein Prämolar und drei Molare. Die Zähne im Unterkiefer entsprechen denen im Oberkiefer. Insgesamt verfügen die Tiere damit über ein Gebiss aus 20 Zähnen.
Das Rotfüßige Sonnenhörnchen entspricht in der Grundfärbung sehr stark dem Graufußhörnchen (Heliosciurus gambianus) und dem allopatrisch vorkommenden Variablen Sonnenhörnchen (Heliosciurus mutabilis), ist jedoch generell etwas dunkler und kräftiger gefärbt mit weniger deutlich ausgeprägten Schwanzringen und einer unscharfen Abgrenzung zwischen Bauch- und Rückenfell. Das Graufußhörnchen weist zudem keine rote Färbung an den Beinen auf. Auch eine Verwechslung mit dem nur regional verbreiteten Ruwenzori-Sonnenhörnchen (Heliosciurus ruwenzorii), das einen deutlichen dunklen Rückenstreifen hat, und dem deutlich größeren Gemeinen Ölpalmenhörnchen (Protoxerus stangeri) ist möglich.

## Verbreitung
Das Rotfüßige Sonnenhörnchen kommt in großen Teilen West- bis Zentralafrikas vor, südlich der Sahara vom Senegal und Gambia im Westen über Guinea, Guinea-Bissau, Sierra Leone, Liberia, Côte d’Ivoire, Äquatorialguinea einschließlich der Insel Bioko, Ghana, das südliche Togo, Benin und Nigeria und von dort in den Süden Kameruns, die Zentralafrikanische Republik, die Demokratische Republik Kongo, die Republik Kongo und bis in die ostafrikanischen Staaten Uganda, Ruanda, Burundi und Tansania. Nachweise südlich des Kongo liegen nicht vor.

## Lebensweise

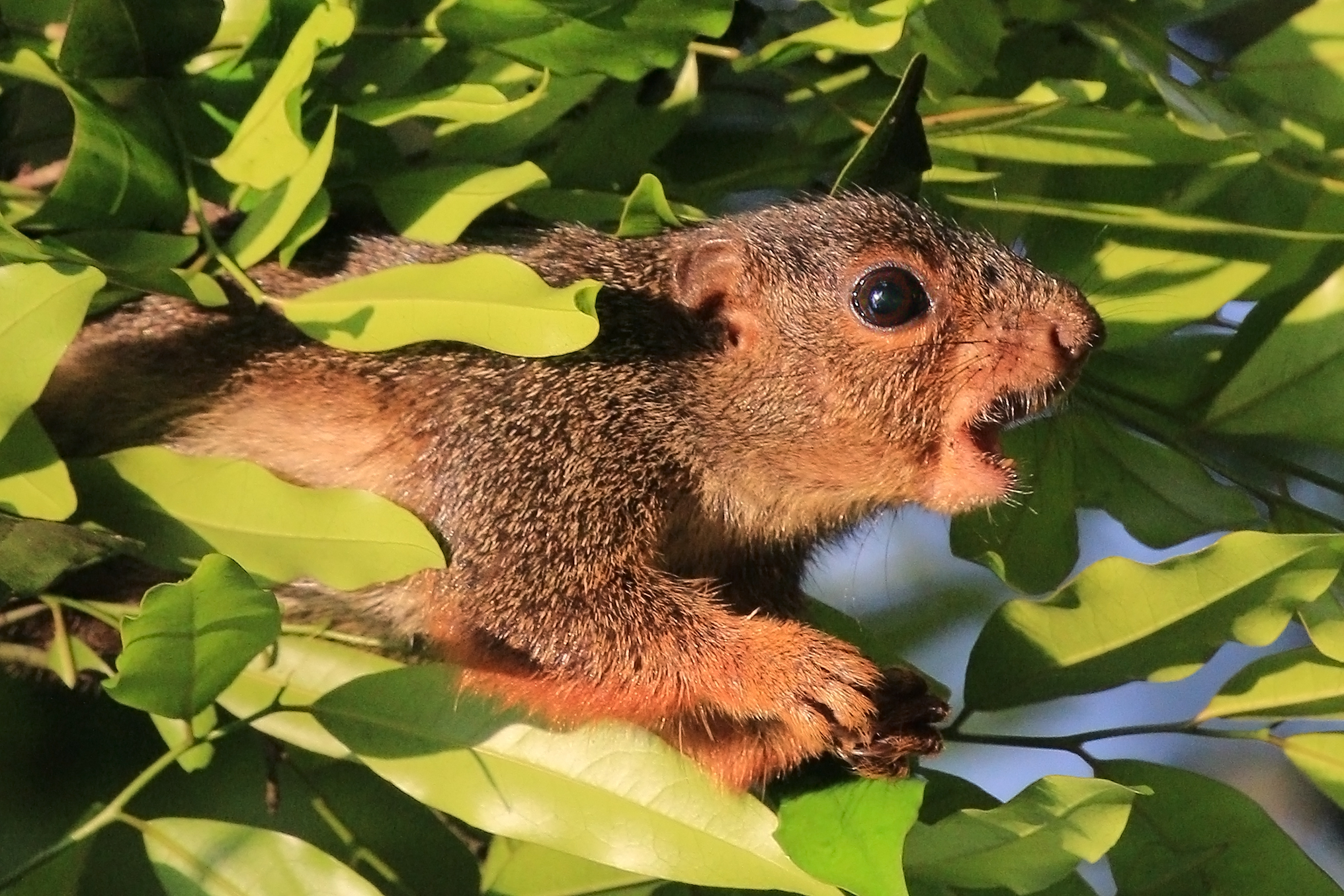
Rotfüßiges Sonnenhörnchen in Ishasha, Uganda

Das Rotfüßige Sonnenhörnchen lebt in verschiedenen Lebensräumen von den immergrünen Regenwäldern des Flachlands und der Bergregionen, in Mangrovengebieten und auch in den trockeneren Savannen- und Galeriewaldgebieten sowie Reliktwäldern. Die Art ist zudem anpassungsfähig an Lebensraumveränderungen und kommt auch in Sekundärwäldern, Gärten und landwirtschaftlich genutzten Flächen vor. Vor allem in Kakao- und Ölpalmen-Plantagen kommt die Art häufig vor.
Die Tiere sind tagaktiv und wie andere Sonnenhörnchen baumlebend, sie verbringen den größten Teil ihrer Aktivitätsphasen auf der Nahrungssuche in den mittleren bis oberen Baumbereichen. Sie verlassen ihre Nester erst nach der Morgendämmerung und kehren deutlich vor der Abenddämmerung zurück. Rotfüßige Sonnenhörnchen leben meist einzeln oder in Paaren, sehr selten in Gruppen von drei Tieren und sind dann in diesen Gruppen sehr sozial, wobei sie auch ihre Nester teilen. Ihre Nester bauen sie aus frischen Blättern und Zweigen in engen Baum- und Asthöhlen in Höhen von einem bis etwa 20 Metern. Die Nahrung besteht bis zu etwa 95 % aus Früchten, Samen und grünen Pflanzenteilen, hinzu kommen Insekten und andere Gliederfüßer. Bei Untersuchungen in Gabun enthielt der Mageninhalt von 15 Magenuntersuchungen im Durchschnitt 89 % Früchte und Samen, 6 % andere Pflanzenteile und 5 % Insekten. Die Individuen konzentrieren sich allerdings in der Hauptzeit der Nahrungssuche auf die Jagd nach tierischer Nahrung, sodass der Anteil an der Nahrungszusammensetzung steigen kann. Dabei laufen sie durch das Geäst und durchsuchen Spalten in Ästen nach Ameisen, Termiten, Käfern und Insektenlarven, die sie durch das Abbeißen des Kopfes töten und danach fressen. In Gefangenschaft lebende Tiere jagten auch nach Vögeln in ihren Käfigen und fressen Vogeleier. Sie legen keine Vorratslager an und wahrscheinlich folgen die Tiere Schwärmen von insektenfressenden Vögeln, um effektiver bei der Nahrungssuche und zugleich besser geschützt gegen Beutegreifer zu sein. Gefangene Tiere bilden eine Futterhierarchie aus, bei frei lebenden Tieren wurde dieses Verhalten nicht beobachtet.
Die Fortpflanzung erfolgt zwei Mal im Jahr und die Weibchen gebären jeweils ein bis zwei Jungtiere. Die Kommunikation erfolgt wie bei anderen Arten der Gattung über laute, hohe Rufe, sie sind jedoch deutlich weniger kommunikativ als andere Arten. Sie benutzen zwei Arten von Alarmrufen: Der leisere und weniger intensive Alarmruf besteht aus einem ein- bis zweifachen Bellen und wird ein bis drei Mal über mehrere Minuten wiederholt. Der lautere und intensivere Alarmruf besteht aus einem absteigenden Heulen mit einem nachfolgenden schrillen Triller niedriger Frequenz. Auch dieser Ruf wird mehrfach wiederholt. Bei jedem Alarmruf kommt es zu einem kurzen Anheben des Schwanzes und einem Aufstampfen der Füße.

## Systematik

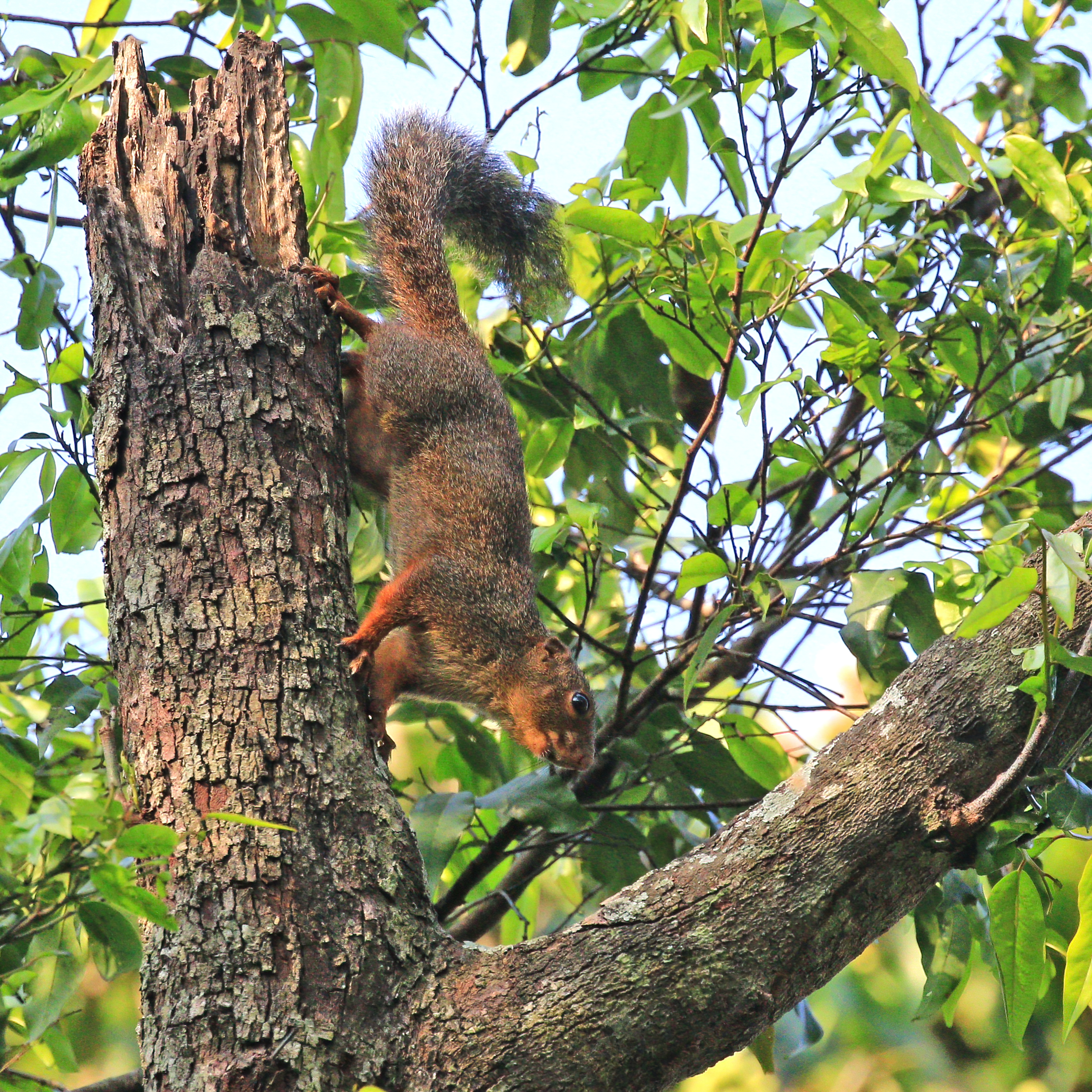
Rotfüßiges Sonnenhörnchen

Das Rotfüßige Sonnenhörnchen wird als eigenständige Art innerhalb der Gattung der Sonnenhörnchen (Heliosciurus) eingeordnet, die aus sechs Arten besteht. Die wissenschaftliche Erstbeschreibung stammt von George Robert Waterhouse aus dem Jahr 1842 anhand von Individuen von der Insel Bioko, früher Fernando Póo und Teil von Äquatorialguinea, der er als Sciurus rufobrachium beschrieb. Teilweise wurde die Art mit dem Graufußhörnchen (Heliosciurus gambianus) zusammengefasst, jedoch in den 1960ern als valide Art abgetrennt. Das Variable Sonnenhörnchen (Heliosciurus mutabilis) galt als Unterart, stellt heute jedoch eine eigenständige Art dar.
Die Variabilität und auch die regionalen Unterschiede der Tiere sind sehr groß, daher wurden zahlreiche Unterarten beschrieben. Heute werden nach Thorington et al. 2012 innerhalb der Art mit der Nominatform insgesamt 21 Unterarten unterschieden:
- Heliosciurus rufobrachium rufobrachium: Nominatform, kommt auf der Insel Bioko vor. Sie besitzt ein hellrotes Bauchfell.*
- Heliosciurus rufobrachium arrhenii: kommt in der Demokratischen Republik Kongo vor. Die Unterart ist sehr dunkel und hat eine rötliche Färbung der Nase und der Beine.*
- Heliosciurus rufobrachium aubryi: lebt in Gabun, der Zentralafrikanischen Republik und der Demokratischen Republik Kongo zwischen den Flüssen Tshuapa und Kasai. Die Rückenfärbung ist sehr dunkel, die Flanken sind rötlich.*
- Heliosciurus rufobrachium benga: in Äquatorialguinea. Die Unterart ist klein, die rötliche Färbung reicht bis in den Schwanz.
- Heliosciurus rufobrachium caurinus: in Guinea-Bissau. Die Tiere weisen die normale Färbung der Art auf, haben jedoch eine lohbraune Brust, ein weißes Bauchfell sowie eine rote Färbung der Vorderbeine und der Innenseite der Hüften.*
- Heliosciurus rufobrachium coenosus: kommt in der Demokratischen Republik Kongo vor. Das Bauchfell ist etwas heller als das Rückenfell. Die Vorder- und Hinterfüße sind graulich-lohbraun, die Außenseite der Vorderbeine ist sandfarben. Der Schwanz ist dunkel, grau gescheckt und besitzt sehr helle Bänder.
- Heliosciurus rufobrachium emissus: in Nigeria. Die Unterart ist sehr klein und hat eine braune Unterwolle.
- Heliosciurus rufobrachium hardyi: in Côte d’Ivoire. Die Unterart ist blasser als die anderen Unterarten, sie besitzt eine schmutzig-weiße Bauchseite und sandfarbene Füße.*
- Heliosciurus rufobrachium isabellinus: von Togo bis in das östliche Nigeria. Die Tiere sind relativ dunkel und die rötliche Einfärbung ist sehr undeutlich. Der Schwanz ist deutlich schwarz gebändert.*
- Heliosciurus rufobrachium keniae: am Westhang des Mount-Kenya-Massivs. Die Unterart besitzt gelbe Färbungen an den Kopfseiten, der Schwanz weist eine gelbe und schwarze Bänderung auf.*
- Heliosciurus rufobrachium leakyi: im Osten von Kenia um Garissa.
- Heliosciurus rufobrachium leonensis: in Sierra Leone. Die Unterart entspricht Heliosciurus rufobrachium caurinus, ist jedoch etwas kräftiger gefärbt. Das Rückenfell ist dunkler, die Beine sind deutlicher rot und die Füße sind gräulich ockerfarben und schwarz.*
- Heliosciurus rufobrachium lualabae: in der Demokratischen Republik Kongo. Die Unterart ist klein, dunkel mit einer feinen Sprenkelung und besitzt weiße bis sandfarbene Schwanzringe.
- Heliosciurus rufobrachium maculatus: vom östlichen Sierra Leone bis Ghana. Die Unterart ist dunkel und besitzt eine tiefrote Färbung der Vorderbeine und der Innenseiten der Hüften.*
- Heliosciurus rufobrachium medjianus: in der Demokratischen Republik Kongo. Die Bauchseite ist einfarbig braun mit einer auffälligen weißen Brust. Die Kehle und die mittleren Bereiche der Vorderbeine sind blass bis stumpf rötlich.*
- Heliosciurus rufobrachium nyansae: im Flussbett des Nyando im Westen Kenias, in Ruanda, Burundi und im westlichen Tansania. Das Kinn, die Kopfseiten und die Seiten der Beine sind rostrot gefärbt. Der Schwanz ist schwarz mit grauen Ringen.
- Heliosciurus rufobrachium obfuscatus: im Südosten Nigerias und am Kamerunberg. Die Unterart ist sehr dunkel mit dunkelbraunen und ockerfarbenen Füßen und einem schwarzen und ockerfarbenen Schwanz.*
- Heliosciurus rufobrachium occidentalis: Im Bereich von Cuita in Guinea-Bissau. Der Kopf, der Rücken und die Beine sind einfarbig braun. Die Ohren, die Kehle, der Nacken und die die untere Gesichtshälfte sind rötlich, ebenso der Schwanzansatz und die Innenseiten der Schenkel. Der Schwanz besitzt etwa 25 schwarze Ringe.
- Heliosciurus rufobrachium pasha: in der Demokratischen Republik Kongo. Der Rücken und der Schwanzansatz sind deutlich rötlich, die Füße und der Bauch sind hell rötlich gefärbt und auf den Innenseiten der Schenkel besitzen die Tiere keine rötliche Einfärbung. Der Bauch ist von dünnen weißlich-grauen Haaren bedeckt und gegenüber der Rückenseite deutlich abgesetzt.*
- Heliosciurus rufobrachium rubricatus: in der Demokratischen Republik Kongo. Diese Unterart ist deutlich rot und besitzt auch auf der Rückenseite eine deutliche rötliche Einfärbung. Die Seiten der Beine und die Unterseite des Schwanzes sind kastanienbraun.
- Heliosciurus rufobrachium semlikii: am Semliki in der Demokratischen Republik Kongo. Die Unterart entspricht Heliosciurus rufobrachium nyansae, ist jedoch in der Gesamterscheinung grauer und fein gesprenkelt. Die Mittellinie am Rücken ist undeutlich gelb.*

Im Wilson & Reeder 2005 beschrieb Thorington zusätzlich  Heliosciurus rufobrachium brauni. Emmons 2013 reduzierte die Anzahl auf 14 Unterarten (gekennzeichnet mit *). Die Zuordnung von Heliosciurus rufobrachium aubryi und Heliosciurus rufobrachium emissus zu der Art ist fraglich.

## Status, Bedrohung und Schutz
Das Rotfüßige Sonnenhörnchen wird von der International Union for Conservation of Nature and Natural Resources (IUCN) als nicht gefährdet („least concern“) eingestuft. Begründet wird dies mit dem großen Verbreitungsgebiet und den angenommen großen Beständen. Es kommt zudem in zahlreichen geschützten Gebieten vor und verzeichnet keine signifikanten Rückgänge. Bestandsgefährdende Risiken sind nicht bekannt.

## Belege
1. 1 2 3 4 5 6 7 8 9 10 11 12 13 14  Richard W. Thorington Jr., John L. Koprowski, Michael A. Steele: Squirrels of the World. Johns Hopkins University Press, Baltimore MD 2012; S. 227–229. ISBN 978-1-4214-0469-1
2. 1 2 3 4 5 6 7 8 9 10 11 12 13  Louise H. Emmons: Heliosciurus rufobrachium, Red-Legged Sun Squirrel. In: Jonathan Kingdon, David Happold, Michael Hoffmann, Thomas Butynski, Meredith Happold und Jan Kalina (Hrsg.): Mammals of Africa Volume III. Rodents, Hares and Rabbits. Bloomsbury, London 2013, S. 66–68; ISBN 978-1-4081-2253-2.
3. ↑  Peter Grubb: Genus Heliosciurus, Sun Squirrels. In: Jonathan Kingdon, David Happold, Michael Hoffmann, Thomas Butynski, Meredith Happold und Jan Kalina (Hrsg.): Mammals of Africa Volume III. Rodents, Hares and Rabbits. Bloomsbury, London 2013, S. 61–62; ISBN 978-1-4081-2253-2.
4. 1 2 3  Heliosciurus rufobrachium in der Roten Liste gefährdeter Arten der IUCN 2015-4. Eingestellt von: P. Grubb, M.R.N. Ekué, 2008. Abgerufen am 7. Februar 2016.
5. 1 2 3 4  Heliosciurus rufobrachium In: Don E. Wilson, DeeAnn M. Reeder (Hrsg.): Mammal Species of the World. A taxonomic and geographic Reference. 2 Bände. 3. Auflage. Johns Hopkins University Press, Baltimore MD 2005, ISBN 0-8018-8221-4.